# Орудьевская лентоткацкая фабрика
Орудьевская лентоткацкая фабрика — предприятие, основанное в селе Орудьево Подчерковской волости Дмитровского уезда крестьянином Осипом Евстафьевичем Ижвановым.

## История

### Во времена Российской империи
В середине XIX века в селе Орудьево работала крупная галунно-позументная фабрика. Её владельцем был Осип Евстафьевич Ижванов. В конце XVIII века ещё его прадед заложил основы для ведения семейного дела, в этом ему помогало небольшое количество наёмных работников. Галунно-позументные фабрики занимались производством галунов, позументов, бахромы, аграманта, синели, что было достаточно распространенным видом промыслов для Дмитровского уезда. Ижвановы, развивая фабрику, не состояли в купеческой гильдии и оставались крестьянами вплоть до 1917 года.

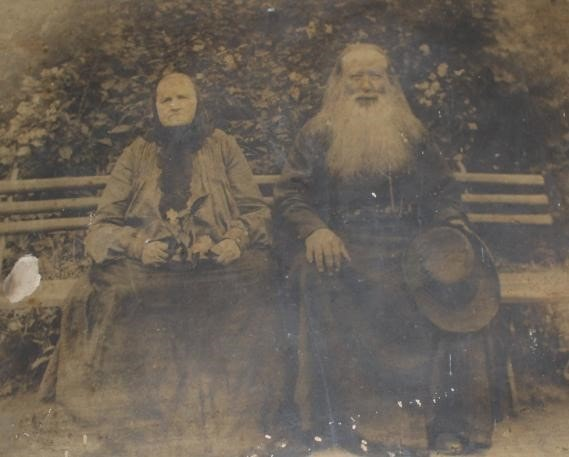
Осип Евстафьевич Ижванов с супругой

В 1855 году фабричное производство стало расширяться, появились новые строения. В 1876 году работа на фабрике приобрела масштаб промышленного производства и этот год считается годом возникновения фабрики. Вначале рабочие могли найти на фабрике только сезонную работу, а длительность их рабочего дня составляла 15-16 часов. Фабрика состояла из 8 строений. У мужчин зарплата была 8-12 рублей в месяц, женщины зарабатывали 6 рублей, дети 2-3 рубля.
По состоянию на 1882 год фабрика включала в себя уже 14 строений. В двух строениях были расположены позументно-ткацкие станы. Еще в двух домах зданиях были качалки для выработки позумента. Были прядильная и плетильная, каменное здание для локомобиля, конный привод. В распоряжении рабочих была кухня, которая использовалась как столовая. Все здания были построены в один этаж, исключение составлял дом хозяина. Во дворе фабрики был колодец.
Фабрика располагалась на ровной местности, её площадь составляла 2 десятины. Предприятие располагалось неподалеку от реки Парунихи среди лугов и пашни.
Прядильня, плетильная, кухня рабочих, помещения для станов и качалок было 15-18 аршин в длину, и 8-12 аршин в ширину.
Фабричные мастерские были в среднем 18,2 кубических сажени, отапливались голландскими печами. Высота мастерских составляла 4-4,5 аршин. Для освещения помещения в тёмное время суток, использовали астралин, который считался более безопасным, чем керосин.
По отзывам санитарного врача Московского Губернского Земства А. В. Погожева, мастерские Орудьевской фабрики содержались в грязном состоянии, не во всех мастерских была создана необходимая вентиляция помещений.

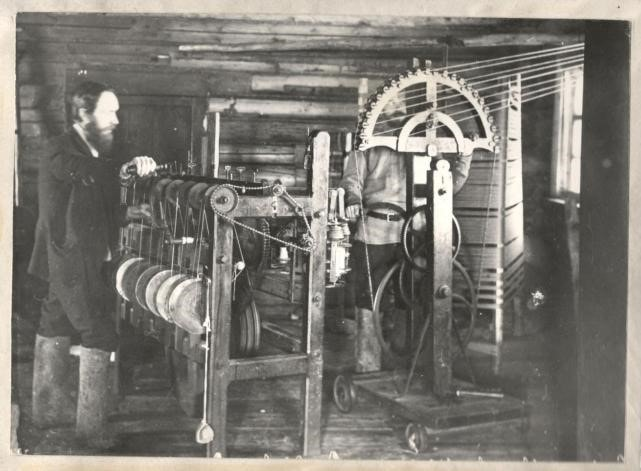
Крутильная машина на Орудьевской фабрике

Фабрика использовала бумажную пряжу и металлическую проволоку для производства позумента и галуна. Медную проволоку обрабатывали на месте, золотую и серебряную получали из московских Алексеевских фабрик. Рабочие использовали в работе 15 качалок, 50 ручных станков, 5 плетельных машин, 20 прях. Число рабочих варьировалось от 20 до 80. В основном на фабрике работали жители Орудьево, Татищево и Куминово.
Работа на фабрике велась только днем, у нее не было четкого расписания, потому что рабочие могли приступать к работе на фабрике в свободное от домашних дел время. Чаще всего рабочий день начинался в 4 часа утра и заканчивался в 9 часов вечера. Один или полтора часа утром выделялись на завтрак и отдых. Рабочий день мог длиться 15 часов. Работники во время рабочего дня не могли ходить в трактир, чай пили, используя кипяток из хозяйского куба, во избежание трат лишнего времени на дорогу. На фабрике Ижванова у работников были расчетные книжки, в которых расписаны фабричные законы и правила.
Рабочие на фабрике Ижванова получали оплату за свою работу раз в месяц, тогда как на многих других фабриках зарплата выдавалась не в определенные даты, а по необходимости или желанию хозяина. На ночь фабричные помещения закрывались, большинство работников ночевало у себя дома. Те, кто жили на большом расстоянии от фабрики, также уходили к себе домой, но зимой иногда ночевали в этом же селе у своих родственников.
Работники в основном ели у себя дома. Иногда питались в общей артели. Каждый член артели платит артельному старосте 5 копеек в неделю, кухарка получала 20 копеек в неделю. У рабочих была возможность покупать еду в фабричной лавке. Продукты стоили 16-17 копеек в день. Основной рацион состоял из каши с постным маслом, иногда с салом, осенью в меню было мясо. Квас не продавался, но можно пить чай дважды в день. Оплата за чай включалась в общий счет.

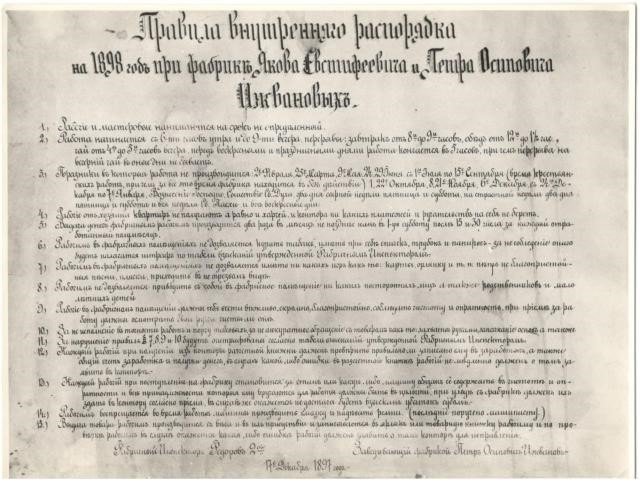
Правила внутреннего распорядка Орудьевской фабрики

В 1870 году в деревне появилась Орудьевская школа, попечителем в которой был Осип Ижванов. Открытие школы инициировало местное население. По состоянию на 1877 в школе училось 26 мальчиков и одна девочка. В 1880-х годах Осип Ижванов выделил под помещение школы свое здание, а специальное здание для школы было построено только в 1909—1910 годах.
По состоянию на 1882—1883 год, на фабрике работало 37 станков с цепками, 17 качалок, 20 жаккардовых станков, 23 прядильных и 5 сновальных. Было занято 80 человек.
В конце XIX века рабочие фабрики обращались за медицинской помощью в земскую лечебницу города Дмитрова. С 1900 года, уже во времена Петра Осиповича Ижванова, в деревне открыли медицинский пункт и больницу, и выделяли на лечение рабочих фабрики по 5 рублей в год. В больнице работал врач. До 1917 года в больнице располагалось 8 коек.
В делах фабрики Осипу Ижванову помогали его братья Иван и Яков. После его смерти 5 августа 1885 году, фабрикой стали заниматься его сын Петр и брат Яков. В начале XX века фабрика официально называлась «Золотопрядильная и канительная фабрика П. О. Ижванова». В 1908 году при Петре Осиповиче Ижванове на фабрике работало 43 женщины и 50 мужчин. В 1909—1911 годах было построено двухэтажное каменное здание — фабричный корпус. В 1909 году было открыто Орудьевское потребительское общество, членом которого был П. О. Ижванов. Он же предоставил для торговли свою лавку. Во времена Первой мировой войны фабричных работников было не больше 150 человек.
После революции 1917 года фабрика была закрыта, некоторое ее оборудование было выведено из строя. Петр Осипович Ижванов оказался в Бутырской тюрьме, через несколько месяцев смог выйти благодаря рабочим фабрики. На фабрику он работать больше не вернулся.

### После 1917 года
В 1924 году в сборнике «Дмитровского уезда» фабрика упоминается как «Галунно-ткацкая фабрика бывш. Ижванова». Максимальное количество рабочих на фабрике — 109 человек.
В 1922 году фабрика останавливала свою работу из-за прекращения галунного дела в республике. В 1920-х годах фабрика перешла на производство тесьмы и электрических проводов. Работа на многих фабриках была восстановлена к 1927 году, на Орудьевской фабрике производство смогло восстановиться к 1931 году. В 1920—х годах помещение фабрики хотела занять тесёмочно-ткацкая артель, но к 1924 году, на момент выхода сборника, сделать это не получилось. В 1931 году в селе Орудьево был создан промысловый колхоз «Ударник».
По состоянию на 1935 год, промышленной базой Орудьевского промколхоза ударник была как раз фабрика Ижвановых. Там фабрикой тесьмы занималось 209 человек. Галунной продукции было произведено 2007,8 рублей. Фабрика была в составе промколхоза «Ударник» до 1950 года. После реорганизации промколхозов, Орудьевская фабрика была переведена в систему промышленных предприятий Мособлисполкома.
Во время Великой Отечественной войны выпуск продукции сократился, с 1943 года фабрика стала выпускать офицерские погоны для армии. Погонная лента на фабрике вырабатывалась вплоть до закрытия фабрики в 2000-х.
В 1953 году на производстве заработала машина для кручения пряжи. Это позволило ускорить темпы производства. По состоянию на 2-й квартал 1953 года, Орудьевская лентоткацкая артель вышла на 2 место среди предприятий района. В 1959 году на фабрике стали изготавливать бахрому для скатерти, декоративные кисти, тесьму для ковриков.
В 1964 году на фабрике стали заниматься производством веретённой тесьмы из капрона. В 1965 году фабрика была передана в Главное управление текстильно-галантерейной промышленности республиканского Министерства лёгкой промышленности. В 1968 году фабрика стала изготавливать продукцию из вискозного шёлка.
В 1974 году Орудьевская текстильная фабрика реорганизовалась в филиал объединения ИПТГО «Красная лента». Было начато строительство производственного корпуса, строительство которого завершилось в 1975 году. В 1976 году был отпразднован столетний юбилей с дня начала работы фабрики. В 1992 году фабрика была реорганизована в акционерное общество. В середине 1990-х годов фабрика была среди пяти тысяч ведущих предприятий России. В то время фабрика занималась производством кружев, тюли, узких тканей и вышивок. Из-за большой конкуренции, предприятие прекратило свою работу.
В 2008 году фабрика восстановила свою работу и занялась выпуском чулочно-носочных изделий. Теперь это уже стало предприятием ООО «Орудьевский трикотаж». На предприятии появились современные вязальные автоматы, упаковочное оборудование, японские швейные машинки. В 2009 году фабрика занялась производством детской одежды.